# Аксіальний струм
Аксіа́льний струм (аксіально-векторний струм) — в квантовій теорії поля операторний вираз, що перетворюється як  4-вектор при перетвореннях Лоренца і як аксіальний вектор при операціях віддзеркалення.
Аксіальний струм визначає перетворення однієї частинки в іншу; є одним з основних понять в теорії слабкої взаємодії і хіральної симетрії сильної взаємодії.